# ヤン・デ・ビスコップ
ヤン・デ・ビスコップ（Jan de Bisschop、1628年の5月か7月に出生、1671年11月6日または 7日に死亡) は、オランダの画家、版画家である。法律家として働きながら、版画作品などを制作した。ヨハネス・エピスコピウス（Johannes Episcopius、Episcopiusにも Bisschopと同じように司教の意味がある。）とも呼ばれた。

## 略歴
アムステルダムの裕福な商人の家族に生まれた。1644年から1648年の間、アムステルダムでバルトロメウス・ブレーンベルフ(1598-1657)に絵を学んだとされる。1648年3月にライデンの市民として登録され、ライデン大学で法律を学び学位を得て、1652年にデン・ハーグの裁判所で弁護士として働き始め、1653年に大学教授の娘と結婚した。
デ・ビスコップにとって絵を描くことは生計のためでなく趣味であったが、デンハーグで影響力にある画家になった。ハーグの画家の利益を守るために、1656年に結成された「Confrérie Pictura(絵の兄弟信心会)」の創立メンバーの一人になった。若い芸術家のための教材として、さまざまな有名画家の模写やイタリアの彫刻作品を描いた版画集の「古代の彫刻の図像（ラテン語題名: Signorum Veterum Icones）」などの2冊の版画集を出版したことで知られている。1657年に数か月、イタリアを旅し、イタリアの彫刻などを研究した可能性もあるが、イタリアを旅した画家、ピーテル・ドンケル(Pieter Donker: 1635-1668)も原画を描いた。
デン・ハーグの知識人たちの中で活動し、ヤン・デ・ビスコップが亡くなった後、詩人、政治家でアマチュア画家でもあったコンスタンティン・ホイヘンス2世(Constantijn Huygens jr.: 1628-1697)が追悼の文章を書いた。

## 作品

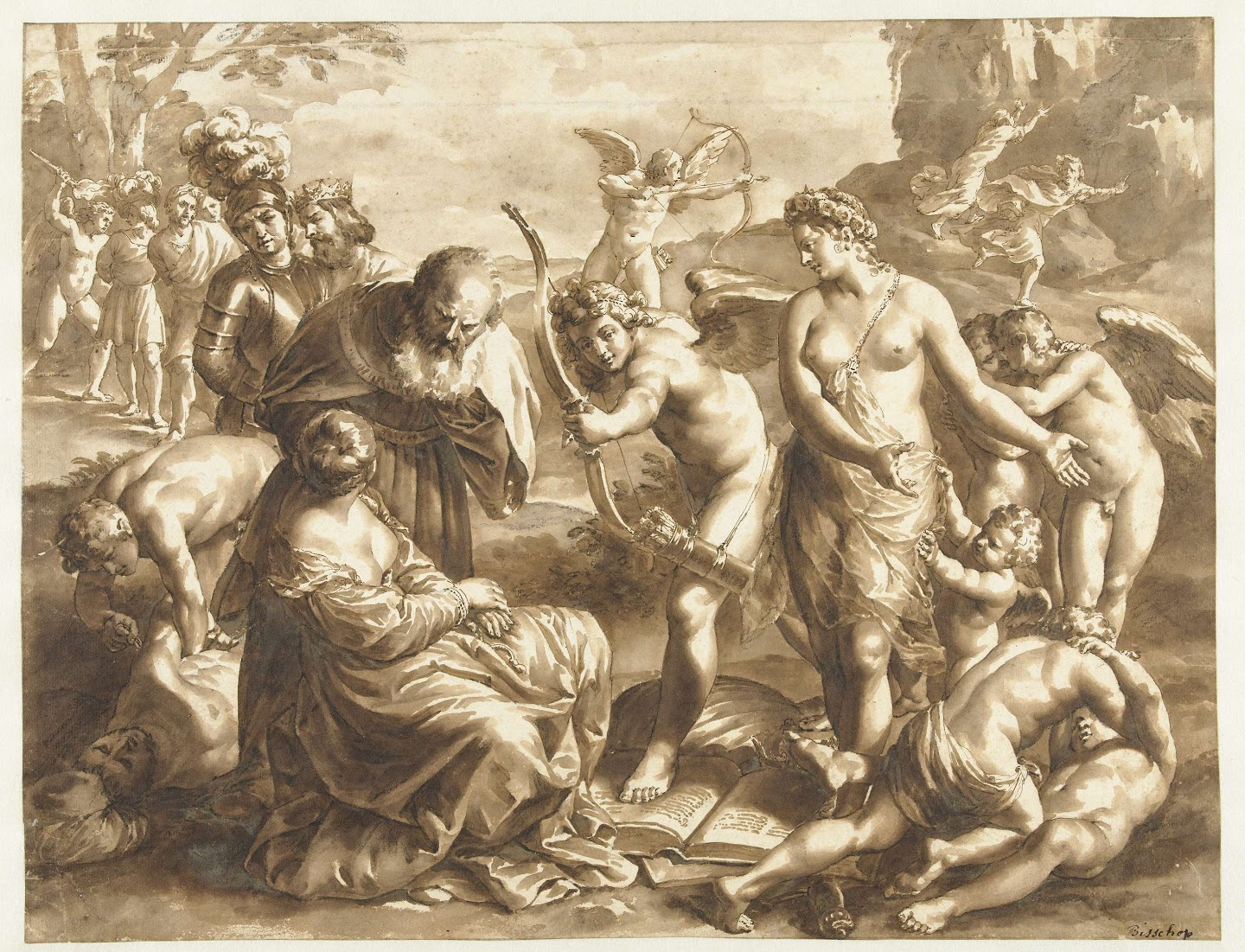
寓意画 アムステルダム国立美術館
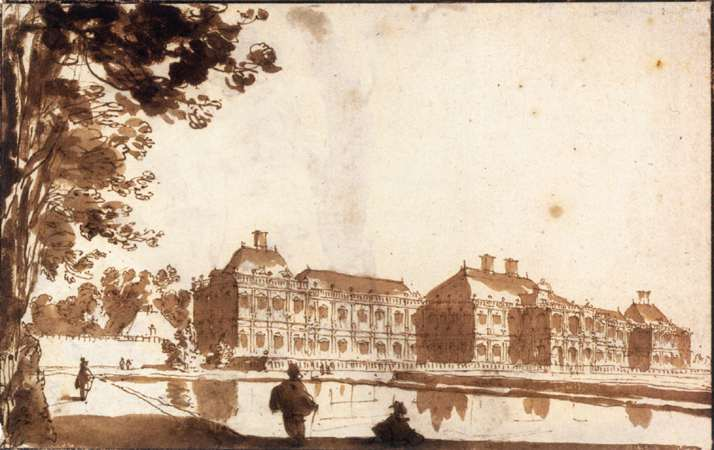
レイスウェイクの宮殿(Huis ter Nieuwburg)
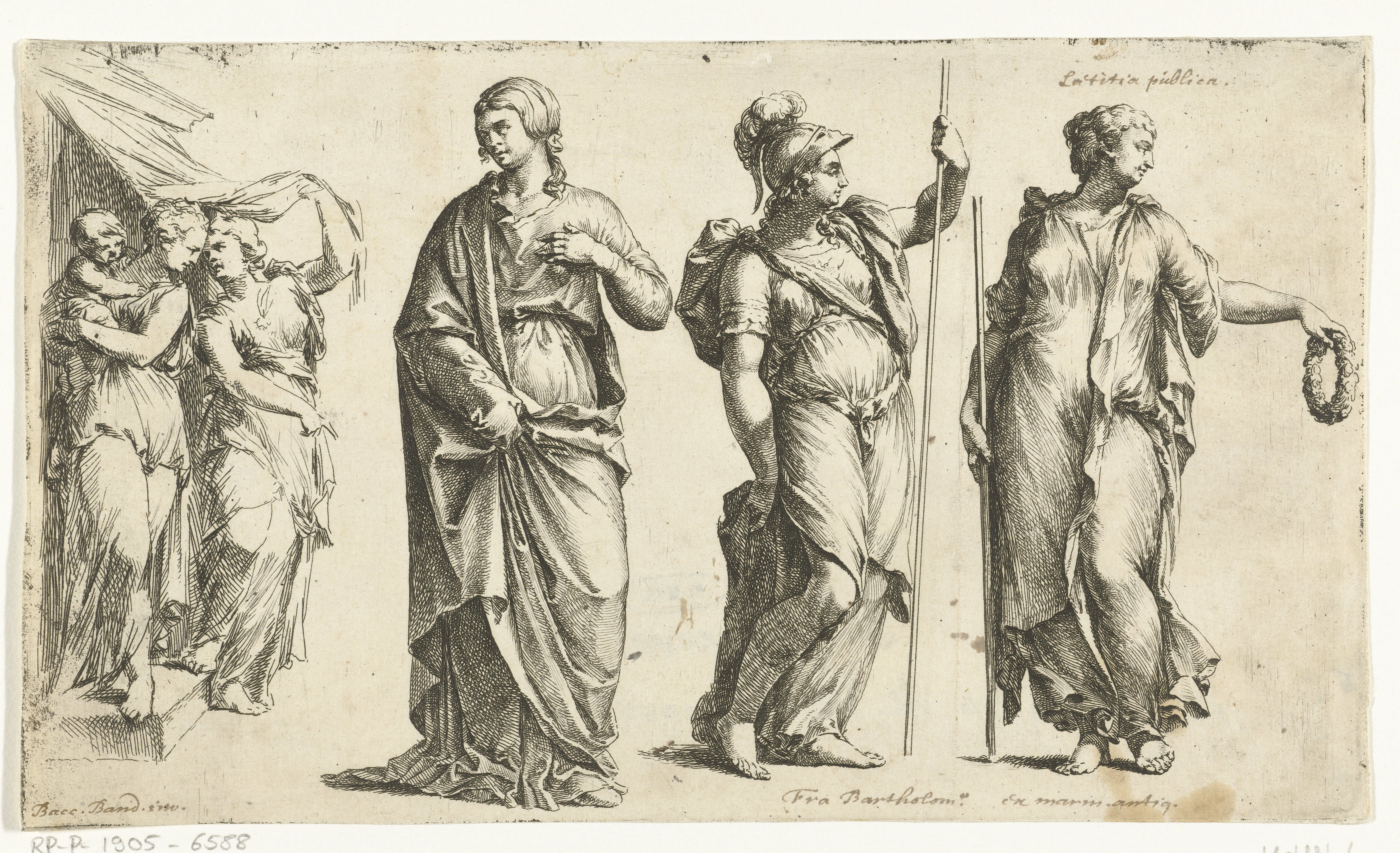
著書の図版

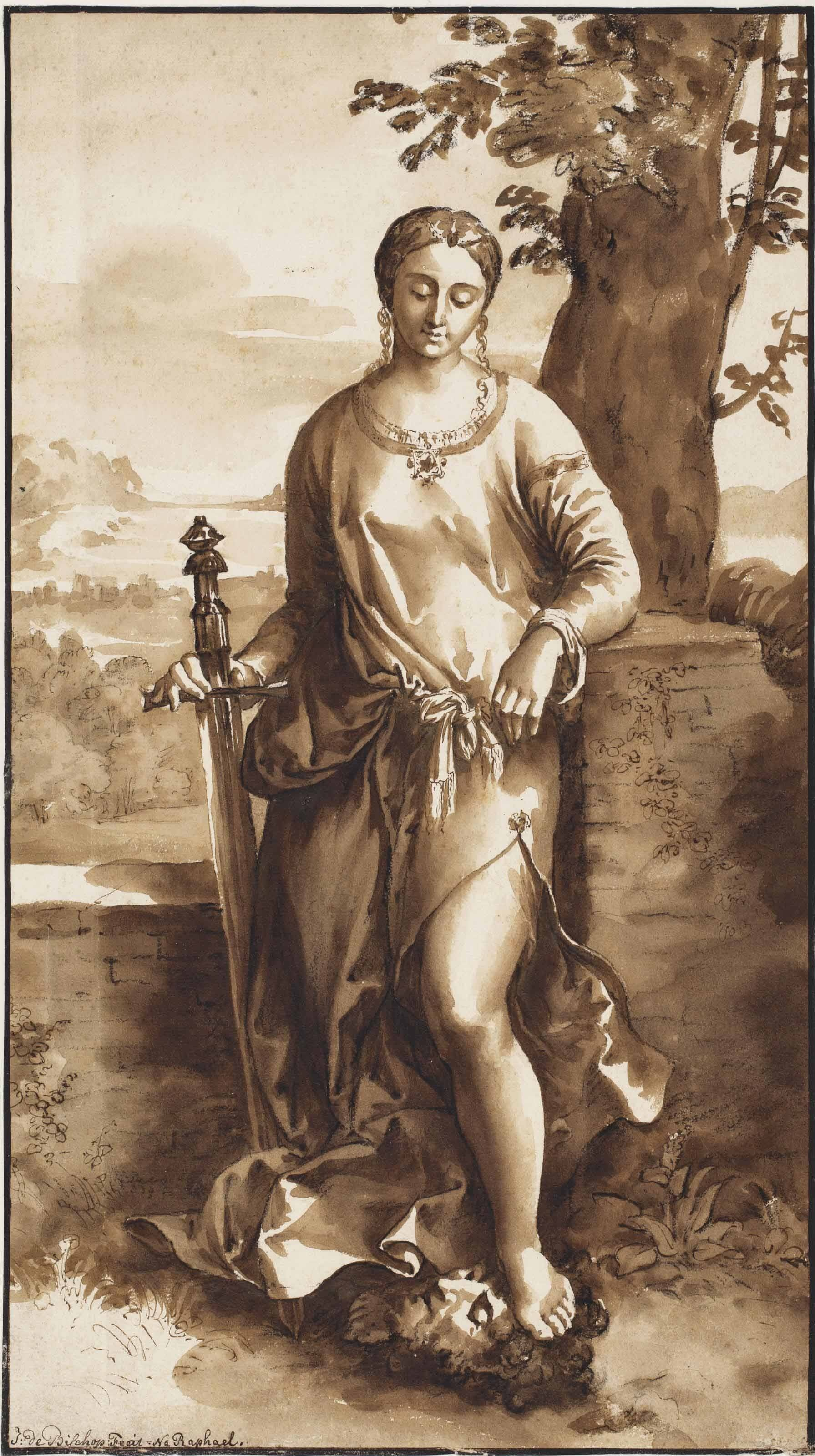
ジョルジョーネの作品「ユディト」の模写
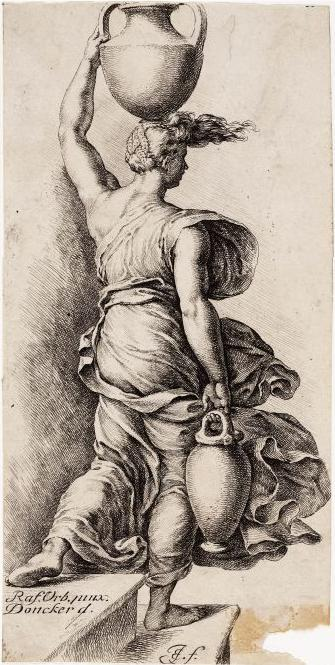
ラファエロの「水運びの女」を元にした模写
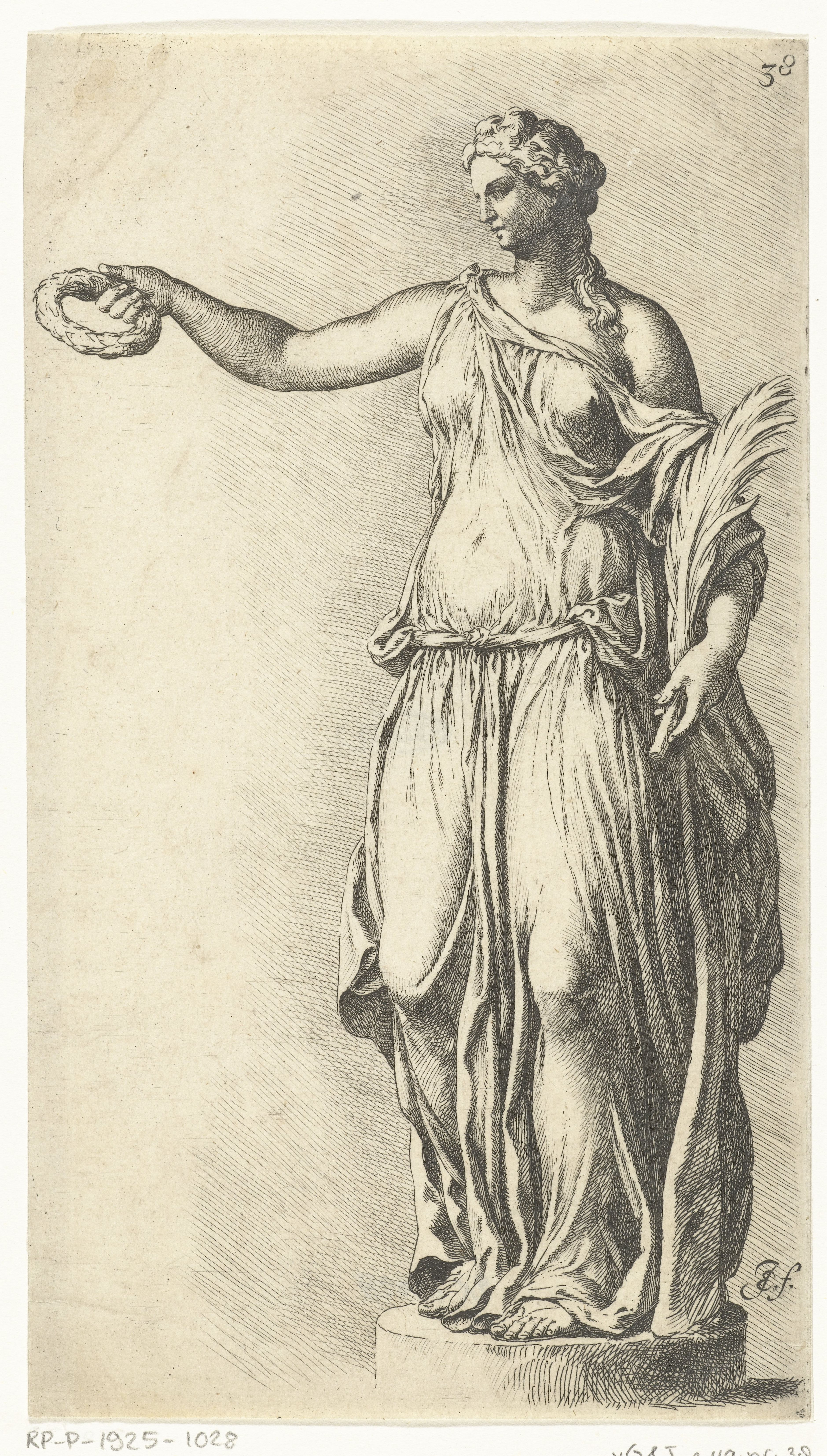
月桂冠を持つニケの彫像（著書の図版）
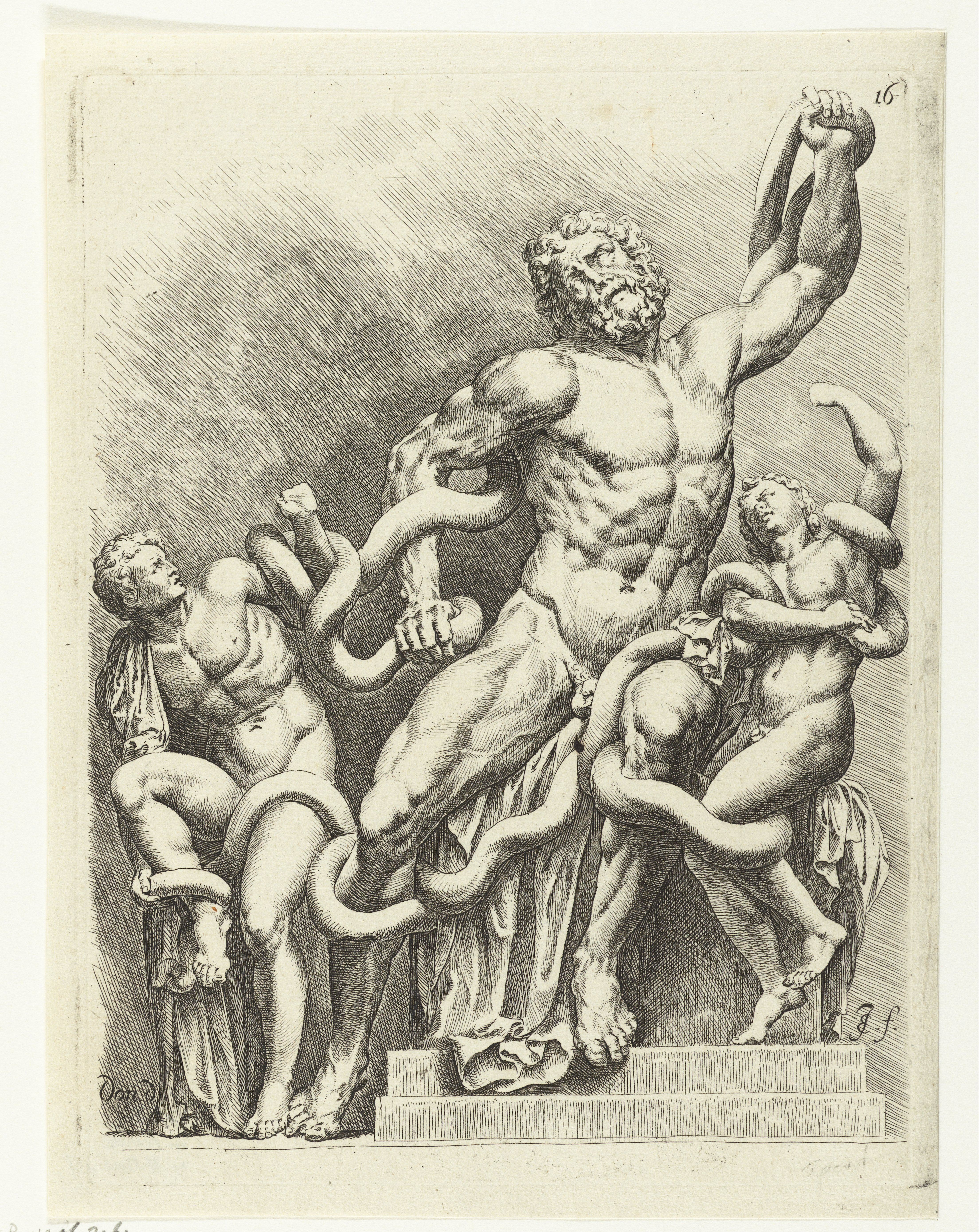
ラオコーン像（著書の図版）